# Gais 2016
Gais spelade säsongen 2016 i svenska Superettan, där klubben slutade på åttonde plats. Luka Mijaljevic vann klubbens interna skytteliga med 10 mål.

## Sammanfattning

### Inför säsongen
Redan i samband med att säsongen 2015 avslutades skedde en del förändringar i Gais. Kontraktet med sportchefen Jonas Lundén avslutades och dessutom la klubbikonen Kenneth Gustafsson skorna på hyllan efter att ha gått skadad hela föregående säsong. Klubben bekräftade också att Benjamin Westman, som under hösten tillfälligt tagit över som tränare efter att Per-Ola Ljung sparkats, fått fortsatt förtroende som huvudtränare. 19 november gjorde klubben även klart med Fredrik Mohlin från Varbergs BOIS som kombinerad sportchef och försäljningschef.

## Organisation

### Ledning
- Ordförande: Tomas Andersson
- Sportchef: Fredrik Mohlin
- Tränare: Benjamin Westman

## Spelartrupp
| Nr | Land        | Pos | Namn                |
| -- | ----------- | --- | ------------------- |
| 1  | Sverige     | MV  | Tommi Vaiho         |
| 2  | England     | F   | James Sinclair      |
| 3  | England     | MF  | Liam Lloyd Davis    |
| 4  | Nya Zeeland | F   | Steven Old          |
| 5  | Sydafrika   | MF  | Luther Singh        |
| 6  | Sverige     | F   | Carl Nyström        |
| 7  | Sverige     | MF  | Robin Book *        |
| 7  | Sverige     | A   | Shkelqim Krasniqi ° |
| 8  | Nya Zeeland | MF  | Craig Henderson     |
| 10 | Sverige     | A   | Luka Mijaljevic     |
| 11 | England     | MF  | Kieron Cadogan      |
| 12 | Sydafrika   | MF  | Pule Maraisane      |
| 14 | Island      | MF  | Bragi Bergsson °    |
| 16 | Sverige     | F   | Johan Ramhorn       |
| 17 | Nya Zeeland | MF  | Dan Keat            |

| Nr | Land         | Pos | Namn                  |
| -- | ------------ | --- | --------------------- |
| 18 | Sverige      | MF  | Pascal Olsson °       |
| 19 | Sverige      | A   | David Johannesson °   |
| 19 | Sverige      | A   | Dardan Rexhepi *      |
| 20 | Sierra Leone | A   | Teteh Bangura °       |
| 21 | Sverige      | MF  | Johan Lundgren        |
| 22 | Sverige      | F   | Björn Andersson       |
| 24 | Sverige      | MF  | Simon Guli °          |
| 25 | Sverige      | MF  | Felix Kasper Eliasson |
| 26 | Sverige      | F   | Malkolm Moenza        |
| 27 | Sverige      | MV  | Tobias Johansson      |
| 29 | Sverige      | F   | Danny Ervik           |
| 52 | England      | MF  | Renny Smith           |
| 94 | Sverige      | MV  | Jesper Johansson      |
|    | Sverige      | A   | Alibek Aliev *        |

° Spelaren lämnade klubben under sommaruppehållet.

* Spelaren anslöt till klubben under sommaruppehållet.

## Övergångar
| In      | In  | In                | In             | In          |
| Datum   | Pos | Spelare           | Från           | Anmärkning  |
| ------- | --- | ----------------- | -------------- | ----------- |
| 11 nov  | A   | Luka Mijaljevic   | Utsiktens BK   | [ 8 ] [ 9 ] |
| 13 nov  | F   | Steven Old        | Ljungskile SK  | [ 10 ]      |
| 30 nov  | F   | James Sinclair    | Östersunds FK  | [ 11 ]      |
| 1 dec   | F   | Carl Nyström      | IK Sirius      | [ 12 ]      |
| 3 dec   | A   | David Johannesson | Varbergs BOIS  | [ 13 ]      |
| 31 dec  | F   | Liam Lloyd Davis  | Yeovil Town FC | [ 14 ]      |
| 7 jan   | MF  | Dan Keat          | Falkenbergs FF | [ 15 ]      |
| 15 jan  | MV  | Jesper Johansson  | Mjällby AIF    | [ 16 ]      |
| 20 feb  | MF  | Craig Henderson   | Stabaek        | [ 17 ]      |
| 28 feb  | MF  | Renny Smith       | Burnley        | lån         |
| 4 mars  | A   | Teteh Bangura     | Mjällby        | [ 19 ]      |
| 4 mars  | F   | Johan Ramhorn     | Kalmar FF      | lån         |
| 25 juli | MF  | Robin Book        | Syrianska FC   | [ 21 ]      |
| 25 juli | A   | Alibek Aliev      | CSKA Moskva    | lån         |
| 28 juli | A   | Dardan Rexhepi    | BK Häcken      | [ 22 ]      |

| Ut      | Ut  | Ut                       | Ut         | Ut          |
| Datum   | Pos | Spelare                  | Till       | Anmärkning  |
| ------- | --- | ------------------------ | ---------- | ----------- |
| 7 nov   | F   | Sebastian Starke Hedlund | Kalmar FF  | [ 23 ]      |
| 11 nov  | F   | Kenneth Gustafsson       | slutar     | [ 3 ] [ 4 ] |
| 11 nov  | A   | Bryan Johansson          |            | [ 24 ]      |
| 10 dec  | F   | David Björkeryd          |            | [ 25 ]      |
| 10 dec  | F   | Tahir Kocak              |            | [ 25 ]      |
| 17 dec  | MF  | Yussif Chibsah           |            | [ 26 ]      |
| 18 dec  | F   | Calle Svensson           |            | [ 27 ]      |
| 3 jan   | F   | Richard Ekunde           |            | [ 28 ]      |
| 3 jan   | F   | Sandeep Mankoo           |            | [ 28 ]      |
| 3 jan   | MF  | Reuben Ayarna            |            | [ 28 ]      |
| 3 jan   | MF  | Adam Eriksson            |            | [ 28 ]      |
| 3 jan   | A   | Patrik Ingelsten         |            | [ 28 ]      |
| 3 jan   | A   | Linus Tornblad           |            | [ 28 ]      |
| 22 jan  | MV  | Oliver Gustafsson        |            | [ 29 ]      |
| 7 juni  | A   | Teteh Bangura            |            | [ 30 ]      |
| 1 juli  | MF  | Simon Guli               |            | [ 31 ]      |
| 21 juli | A   | David Johannesson        | Öster      | lån         |
| 25 juli | A   | Shkelqim Krasniqi        |            | [ 33 ]      |
| 27 juli | MF  | Pascal Olsson            | Motala AIF | lån         |
| 2 aug   | MF  | Bragi Bergsson           | Fylkir     | [ 35 ]      |

## Matcher

### Träningsmatcher
| 3 februari 2016 | Häcken       | 1-0 | GAIS | Göteborg                                         |  |  |
| 18:00           | Paulinho 19′ |     |      | Arena: Bravida Arena Publik: Mall:Formatnum=1500 |  |  |
|                 |              |     |      |                                                  |  |  |

| 13 februari 2016 | GAIS      | 1-1 | Halmstad BK | Göteborg                         |  |  |
| 16:00            | Singh 31′ |     | Tveter 43′  | Arena: Valhalla IP Publik: 1 480 |  |  |
|                  |           |     |             |                                  |  |  |

| 17 mars 2016 | GAIS                                | 2-2 | Nybersunds IL                           | Alanya |  |  |
| 15:00        | Craig Henderson 25′ Luther Singh ?′ |     | Remond Mendy ?′ Eivind Holte Tøråsen ?′ |        |  |  |
|              |                                     |     |                                         |        |  |  |

| 25 mars 2016 | GAIS               | 1-1 | Falkenberg        | Göteborg          |  |  |
| 16:00        | Bragi Bergsson 37′ |     | Hakeem Arabas 32′ | Arena: Nya Ullevi |  |  |
|              |                    |     |                   |                   |  |  |

### Svenska Cupen
| 20 februari 2016 | Helsingborg                                                   | 3-1 | GAIS                                                | Helsingborg                        |  |  |
| 14:00            | Jordan Larsson 21′ Martin Christensen 37′ Darijan Bojanic 65′ |     | Luther Singh 19′ Kieron Cadogan 66' Danny Ervik 84' | Arena: Olympiafältet Publik: 1 600 |  |  |
|                  |                                                               |     |                                                     |                                    |  |  |

| 27 februari 2016 | Örebro                                                                                              | 3-1 | GAIS                                                                             | Örebro                         |  |  |
| 14:00            | Nordin Gerzic 9′ Daniel Nordmark 64′ Michael Almebäck 72' Brendan Hines-Ike 79′ Daniel Nordmark 90' |     | Björn Andersson 28' Shkelqim Krasniqi 72' David Johannesson 81′ Emil Ursholm 90' | Arena: Behrn Arena Publik: 897 |  |  |
|                  | |     |                                                                                  |                                |  |  |

| 5 mars 2016 | GAIS                                                                        | 1-5 | BK Forward | Göteborg                       |  |  |
| 14:00       | David Johannesson 30' Luka Mijaljevic 69′ Emil Ursholm 86' Luther Singh 89' |     | Daniel Björkman 10' Axel Wetteus 28′ Erik Björndahl 39′ Linus Lamu 58′ Stellan Carlsson 67' Mohammed Al-Mayahi 77' Kristoffer Näfver 80' Stellan Carlsson 82′ Erik Björndahl 86′ | Arena: Valhalla IP Publik: 800 |  |  |
|             |                                                                             |     | |                                |  |  |

## Superettan
Gais slutade på en åttonde plats i Superettan 2016, efter en svag höst med fem förluster på de sex sista matcherna.
| Nr | Lag                | S  | V  | O  | F  | GM | IM | MS  | P  |
| -- | ------------------ | -- | -- | -- | -- | -- | -- | --- | -- |
| 1  | IK Sirius          | 30 | 18 | 7  | 5  | 54 | 23 | +31 | 61 |
| 2  | AFC United         | 30 | 18 | 7  | 5  | 50 | 20 | +30 | 61 |
| 3  | Halmstads BK (N)   | 30 | 16 | 6  | 8  | 43 | 28 | +15 | 54 |
| 4  | Dalkurd FF (U)     | 30 | 14 | 11 | 5  | 41 | 24 | +17 | 53 |
| 5  | Varbergs BoIS      | 30 | 14 | 6  | 10 | 33 | 37 | −4  | 48 |
| 6  | Åtvidabergs FF (N) | 30 | 13 | 5  | 12 | 53 | 53 | 0   | 44 |
| 7  | Trelleborgs FF (U) | 30 | 10 | 10 | 10 | 39 | 35 | +4  | 40 |
| 8  | Gais               | 30 | 9  | 12 | 9  | 45 | 36 | +9  | 39 |
| 9  | Örgryte IS (U)     | 30 | 11 | 6  | 13 | 42 | 44 | −2  | 39 |
| 10 | IK Frej            | 30 | 9  | 11 | 10 | 38 | 42 | −4  | 38 |
| 11 | IFK Värnamo        | 30 | 8  | 11 | 11 | 35 | 40 | −5  | 35 |
| 12 | Degerfors IF       | 30 | 8  | 9  | 13 | 34 | 54 | −20 | 33 |
| 13 | Syrianska FC       | 30 | 7  | 11 | 12 | 26 | 37 | −11 | 32 |
| 14 | Assyriska FF       | 30 | 6  | 10 | 14 | 36 | 47 | −11 | 28 |
| 15 | Ljungskile SK      | 30 | 6  | 8  | 16 | 34 | 48 | −14 | 26 |
| 16 | Ängelholms FF      | 30 | 4  | 8  | 18 | 22 | 57 | −35 | 20 |

### Seriematcher
| 1     | 2 april 2016 | Gais                | 2 – 0           | IK Frej | Gamla Ullevi                                |                                             |
| 15.15 | 15.15        | Singh 3′ Davies 87′ | (1 – 0) Rapport |         | Göteborg Publik: 4 010 Domare: Nermin Cisic | Göteborg Publik: 4 010 Domare: Nermin Cisic |
| 15.15 | 15.15        |                     |                 |         | Göteborg Publik: 4 010 Domare: Nermin Cisic | Göteborg Publik: 4 010 Domare: Nermin Cisic |
| 15.15 | 15.15        |                     |                 |         | Göteborg Publik: 4 010 Domare: Nermin Cisic | Göteborg Publik: 4 010 Domare: Nermin Cisic |

| 2     | 9 april 2016 | AFC United                      | 3 – 0           | Gais | Skytteholms IP                        |                                       |
| 16.00 | 16.00        | Eddahri 10′ Rogic 20′ Matic 49′ | (2 – 0) Rapport |      | Solna Publik: 632 Domare: Lars Olsson | Solna Publik: 632 Domare: Lars Olsson |
| 16.00 | 16.00        |                                 |                 |      | Solna Publik: 632 Domare: Lars Olsson | Solna Publik: 632 Domare: Lars Olsson |
| 16.00 | 16.00        |                                 |                 |      | Solna Publik: 632 Domare: Lars Olsson | Solna Publik: 632 Domare: Lars Olsson |

| 3     | 16 april 2016 | Gais           | 1 – 1           | Syrianska FC | Gamla Ullevi                                |                                             |
| 15.00 | 15.00         | Mijaljevic 58′ | (0 – 0) Rapport | 90+1′ Michel | Göteborg Publik: 2 046 Domare: Diako Behnam | Göteborg Publik: 2 046 Domare: Diako Behnam |
| 15.00 | 15.00         |                |                 |              | Göteborg Publik: 2 046 Domare: Diako Behnam | Göteborg Publik: 2 046 Domare: Diako Behnam |
| 15.00 | 15.00         |                |                 |              | Göteborg Publik: 2 046 Domare: Diako Behnam | Göteborg Publik: 2 046 Domare: Diako Behnam |

| 4     | 23 april 2016 | Halmstads BK                  | 2 – 0           | Gais | Örjans Vall                                  |                                              |
| 15.00 | 15.00         | Ruud Tveter 29′ F. Olsson 54′ | (1 – 0) Rapport |      | Halmstad Publik: 4 174 Domare: Jim Petersson | Halmstad Publik: 4 174 Domare: Jim Petersson |
| 15.00 | 15.00         |                               |                 |      | Halmstad Publik: 4 174 Domare: Jim Petersson | Halmstad Publik: 4 174 Domare: Jim Petersson |
| 15.00 | 15.00         |                               |                 |      | Halmstad Publik: 4 174 Domare: Jim Petersson | Halmstad Publik: 4 174 Domare: Jim Petersson |

| 5     | 30 april 2016 | Gais | 0 – 0           | Örgryte IS | Gamla Ullevi                                   |                                                |
| 15.00 | 15.00         |      | (0 – 0) Rapport |            | Göteborg Publik: 11 690 Domare: Robert Daradic | Göteborg Publik: 11 690 Domare: Robert Daradic |
| 15.00 | 15.00         |      |                 |            | Göteborg Publik: 11 690 Domare: Robert Daradic | Göteborg Publik: 11 690 Domare: Robert Daradic |
| 15.00 | 15.00         |      |                 |            | Göteborg Publik: 11 690 Domare: Robert Daradic | Göteborg Publik: 11 690 Domare: Robert Daradic |

| 6     | 8 maj 2016 | Dalkurd FF            | 2 – 2           | Gais                     | Borlänge Energi Arena      |                            |
| 15.00 | 15.00      | Aydin 28′ Montiel 53′ | (1 – 0) Rapport | 52′ Sinclair 82′ Nyström | Borlänge Domare: Per Melin | Borlänge Domare: Per Melin |
| 15.00 | 15.00      |                       |                 |                          | Borlänge Domare: Per Melin | Borlänge Domare: Per Melin |
| 15.00 | 15.00      |                       |                 |                          | Borlänge Domare: Per Melin | Borlänge Domare: Per Melin |

| 7     | 11 maj 2016 | Gais     | 1 – 0           | Åtvidabergs FF | Gamla Ullevi                               |                                            |
| 19.00 | 19.00       | Singh 9′ | (1 – 0) Rapport |                | Göteborg Publik: 2 358 Domare: Adnan Jukic | Göteborg Publik: 2 358 Domare: Adnan Jukic |
| 19.00 | 19.00       |          |                 |                | Göteborg Publik: 2 358 Domare: Adnan Jukic | Göteborg Publik: 2 358 Domare: Adnan Jukic |
| 19.00 | 19.00       |          |                 |                | Göteborg Publik: 2 358 Domare: Adnan Jukic | Göteborg Publik: 2 358 Domare: Adnan Jukic |

| 8     | 15 maj 2016 | IFK Värnamo | 1 – 1           | Gais           | Finnvedsvallen                               |                                              |
| 16.00 | 16.00       | Jebali 18′  | (1 – 0) Rapport | 67′ Mijaljevic | Värnamo Publik: 1 401 Domare: Fredrik Klitte | Värnamo Publik: 1 401 Domare: Fredrik Klitte |
| 16.00 | 16.00       |             |                 |                | Värnamo Publik: 1 401 Domare: Fredrik Klitte | Värnamo Publik: 1 401 Domare: Fredrik Klitte |
| 16.00 | 16.00       |             |                 |                | Värnamo Publik: 1 401 Domare: Fredrik Klitte | Värnamo Publik: 1 401 Domare: Fredrik Klitte |

| 9     | 22 maj 2016 | Gais                                                           | 7 – 0           | Ängelholms FF | Gamla Ullevi                                   |                                                |
| 15.00 | 15.00       | Mijaljevic 8′, 45′ (str.), 66′ Cadogan 14′ Singh 38′, 41′, 72′ | (5 – 0) Rapport |               | Göteborg Publik: 2 495 Domare: Patrik Eriksson | Göteborg Publik: 2 495 Domare: Patrik Eriksson |
| 15.00 | 15.00       |                                                                |                 |               | Göteborg Publik: 2 495 Domare: Patrik Eriksson | Göteborg Publik: 2 495 Domare: Patrik Eriksson |
| 15.00 | 15.00       |                                                                |                 |               | Göteborg Publik: 2 495 Domare: Patrik Eriksson | Göteborg Publik: 2 495 Domare: Patrik Eriksson |

| 10    | 29 maj 2016 | Trelleborgs FF | 1 – 1           | Gais         | Vångavallen                                    |                                                |
| 18.00 | 18.00       | Brorsson 83′   | (0 – 1) Rapport | 35′ Sinclair | Trelleborg Publik: 1 915 Domare: Jim Petersson | Trelleborg Publik: 1 915 Domare: Jim Petersson |
| 18.00 | 18.00       |                |                 |              | Trelleborg Publik: 1 915 Domare: Jim Petersson | Trelleborg Publik: 1 915 Domare: Jim Petersson |
| 18.00 | 18.00       |                |                 |              | Trelleborg Publik: 1 915 Domare: Jim Petersson | Trelleborg Publik: 1 915 Domare: Jim Petersson |

| 11    | 6 juni 2016 | Assyriska FF            | 2 – 2           | Gais                 | Södertälje fotbollsarena                      |                                               |
| 17.00 | 17.00       | Waker 34′, 90+2′ (str.) | (1 – 1) Rapport | 21′ Singh 63′ (sjm.) | Södertälje Publik: 1 308 Domare: Nermin Cisic | Södertälje Publik: 1 308 Domare: Nermin Cisic |
| 17.00 | 17.00       |                         |                 |                      | Södertälje Publik: 1 308 Domare: Nermin Cisic | Södertälje Publik: 1 308 Domare: Nermin Cisic |
| 17.00 | 17.00       |                         |                 |                      | Södertälje Publik: 1 308 Domare: Nermin Cisic | Södertälje Publik: 1 308 Domare: Nermin Cisic |

| 12    | 11 juni 2016 | Gais | 0 – 0           | IK Sirius | Gamla Ullevi                                  |                                               |
| 16.00 | 16.00        |      | (0 – 0) Rapport |           | Göteborg Publik: 2 610 Domare: Robert Daradic | Göteborg Publik: 2 610 Domare: Robert Daradic |
| 16.00 | 16.00        |      |                 |           | Göteborg Publik: 2 610 Domare: Robert Daradic | Göteborg Publik: 2 610 Domare: Robert Daradic |
| 16.00 | 16.00        |      |                 |           | Göteborg Publik: 2 610 Domare: Robert Daradic | Göteborg Publik: 2 610 Domare: Robert Daradic |

| 13    | 18 juni 2016 | Varbergs Bois | 1 – 0           | Gais | Påskbergsvallen                           |                                           |
| 16.00 | 16.00        | Aiesh 64′     | (0 – 0) Rapport |      | Varberg Publik: 2 412 Domare: Adnan Jukic | Varberg Publik: 2 412 Domare: Adnan Jukic |
| 16.00 | 16.00        |               |                 |      | Varberg Publik: 2 412 Domare: Adnan Jukic | Varberg Publik: 2 412 Domare: Adnan Jukic |
| 16.00 | 16.00        |               |                 |      | Varberg Publik: 2 412 Domare: Adnan Jukic | Varberg Publik: 2 412 Domare: Adnan Jukic |

| 14    | 28 juni 2016 | Gais                   | 2 – 2           | Degerfors IF     | Gamla Ullevi                                |                                             |
| 19.30 | 19.30        | Lundgren 19′ Singh 62′ | (1 – 1) Rapport | 4′, 64′ Fritzson | Göteborg Publik: 2 503 Domare: Diako Behnam | Göteborg Publik: 2 503 Domare: Diako Behnam |
| 19.30 | 19.30        |                        |                 |                  | Göteborg Publik: 2 503 Domare: Diako Behnam | Göteborg Publik: 2 503 Domare: Diako Behnam |
| 19.30 | 19.30        |                        |                 |                  | Göteborg Publik: 2 503 Domare: Diako Behnam | Göteborg Publik: 2 503 Domare: Diako Behnam |

| 15    | 2 juli 2016 | Ljungskile SK | 1 – 0           | Gais | Skarsjövallen                                  |                                                |
| 16.00 | 16.00       | Stiller 89′   | (0 – 0) Rapport |      | Ljungskile Publik: 10 321 Domare: Johan Krantz | Ljungskile Publik: 10 321 Domare: Johan Krantz |
| 16.00 | 16.00       |               |                 |      | Ljungskile Publik: 10 321 Domare: Johan Krantz | Ljungskile Publik: 10 321 Domare: Johan Krantz |
| 16.00 | 16.00       |               |                 |      | Ljungskile Publik: 10 321 Domare: Johan Krantz | Ljungskile Publik: 10 321 Domare: Johan Krantz |

| 16    | 25 juli 2016 | Gais                                      | 4 – 2           | Varbergs Bois        | Gamla Ullevi                                |                                             |
| 19.30 | 19.30        | Davies 6′ Cadogan 33′, 85′ Mijaljevic 42′ | (3 – 2) Rapport | 41′ Peter 43′ Kaland | Göteborg Publik: 2 699 Domare: Nermin Cisic | Göteborg Publik: 2 699 Domare: Nermin Cisic |
| 19.30 | 19.30        |                                           |                 |                      | Göteborg Publik: 2 699 Domare: Nermin Cisic | Göteborg Publik: 2 699 Domare: Nermin Cisic |
| 19.30 | 19.30        |                                           |                 |                      | Göteborg Publik: 2 699 Domare: Nermin Cisic | Göteborg Publik: 2 699 Domare: Nermin Cisic |

| 17    | 31 juli 2016 | IK Frej     | 1 – 2           | Gais            | Vikingavallen                          |                                        |
| 17.00 | 17.00        | Rashidi 47′ | (0 – 2) Rapport | 2′, 12′ Rexhepi | Täby Publik: 1 017 Domare: Adnan Jukic | Täby Publik: 1 017 Domare: Adnan Jukic |
| 17.00 | 17.00        |             |                 |                 | Täby Publik: 1 017 Domare: Adnan Jukic | Täby Publik: 1 017 Domare: Adnan Jukic |
| 17.00 | 17.00        |             |                 |                 | Täby Publik: 1 017 Domare: Adnan Jukic | Täby Publik: 1 017 Domare: Adnan Jukic |

| 18    | 6 augusti 2016 | Gais                                   | 4 – 0           | Assyriska FF | Gamla Ullevi                                |                                             |
| 18.00 | 18.00          | Book 34′, 49′ Cadogan 57′ Sinclair 72′ | (1 – 0) Rapport |              | Göteborg Publik: 2 164 Domare: Diako Behnam | Göteborg Publik: 2 164 Domare: Diako Behnam |
| 18.00 | 18.00          |                                        |                 |              | Göteborg Publik: 2 164 Domare: Diako Behnam | Göteborg Publik: 2 164 Domare: Diako Behnam |
| 18.00 | 18.00          |                                        |                 |              | Göteborg Publik: 2 164 Domare: Diako Behnam | Göteborg Publik: 2 164 Domare: Diako Behnam |

| 19    | 16 augusti 2016 | Örgryte IS | 0 – 0           | Gais | Gamla Ullevi                                |                                             |
| 19.00 | 19.00           |            | (0 – 0) Rapport |      | Göteborg Publik: 11 029 Domare: Lars Olsson | Göteborg Publik: 11 029 Domare: Lars Olsson |
| 19.00 | 19.00           |            |                 |      | Göteborg Publik: 11 029 Domare: Lars Olsson | Göteborg Publik: 11 029 Domare: Lars Olsson |
| 19.00 | 19.00           |            |                 |      | Göteborg Publik: 11 029 Domare: Lars Olsson | Göteborg Publik: 11 029 Domare: Lars Olsson |

| 20    | 21 augusti 2016 | Gais                            | 3 – 1           | IFK Värnamo    | Gamla Ullevi                                     |                                                  |
| 15.00 | 15.00           | Mijaljevic 42′ Rexhepi 45′, 53′ | (2 – 0) Rapport | 73′ Cederquist | Göteborg Publik: 2 011 Domare: Eduards Fatkulins | Göteborg Publik: 2 011 Domare: Eduards Fatkulins |
| 15.00 | 15.00           |                                 |                 |                | Göteborg Publik: 2 011 Domare: Eduards Fatkulins | Göteborg Publik: 2 011 Domare: Eduards Fatkulins |
| 15.00 | 15.00           |                                 |                 |                | Göteborg Publik: 2 011 Domare: Eduards Fatkulins | Göteborg Publik: 2 011 Domare: Eduards Fatkulins |

| 21    | 29 augusti 2016 | IK Sirius | 0 – 0           | Gais | Studenternas IP                            |                                            |
| 19.00 | 19.00           |           | (0 – 0) Rapport |      | Uppsala Publik: 2 709 Domare: Diako Behnam | Uppsala Publik: 2 709 Domare: Diako Behnam |
| 19.00 | 19.00           |           |                 |      | Uppsala Publik: 2 709 Domare: Diako Behnam | Uppsala Publik: 2 709 Domare: Diako Behnam |
| 19.00 | 19.00           |           |                 |      | Uppsala Publik: 2 709 Domare: Diako Behnam | Uppsala Publik: 2 709 Domare: Diako Behnam |

| 22    | 9 september 2016 | Gais                                   | 3 – 3           | Trelleborgs FF                | Gamla Ullevi                                 |                                              |
| 19.00 | 19.00            | Mijaljevic 37′ Cadogan 55′ Rexhepi 56′ | (1 – 1) Rapport | 41′, 49′ Pode 90+3′ Håkansson | Göteborg Publik: 6 218 Domare: Jim Petersson | Göteborg Publik: 6 218 Domare: Jim Petersson |
| 19.00 | 19.00            |                                        |                 |                               | Göteborg Publik: 6 218 Domare: Jim Petersson | Göteborg Publik: 6 218 Domare: Jim Petersson |
| 19.00 | 19.00            |                                        |                 |                               | Göteborg Publik: 6 218 Domare: Jim Petersson | Göteborg Publik: 6 218 Domare: Jim Petersson |

| 23    | 17 september 2016 | Gais           | 1 – 1           | AFC United | Gamla Ullevi                                  |                                               |
| 16.00 | 16.00             | Mijaljevic 73′ | (0 – 0) Rapport | 55′ Jarl   | Göteborg Publik: 2 150 Domare: Robert Daradic | Göteborg Publik: 2 150 Domare: Robert Daradic |
| 16.00 | 16.00             |                |                 |            | Göteborg Publik: 2 150 Domare: Robert Daradic | Göteborg Publik: 2 150 Domare: Robert Daradic |
| 16.00 | 16.00             |                |                 |            | Göteborg Publik: 2 150 Domare: Robert Daradic | Göteborg Publik: 2 150 Domare: Robert Daradic |

| 24    | 20 september 2016 | Ängelholms FF | 1 – 5           | Gais                                                 | Ängelholms IP                                  |                                                |
| 19.00 | 19.00             | Zlojutro 41′  | (1 – 2) Rapport | 37′ Mijaljevic 39′ Aliev 84′, 85′ Singh 90+1′ Moënza | Ängelholm Publik: 626 Domare: Granit Maqedonci | Ängelholm Publik: 626 Domare: Granit Maqedonci |
| 19.00 | 19.00             |               |                 |                                                      | Ängelholm Publik: 626 Domare: Granit Maqedonci | Ängelholm Publik: 626 Domare: Granit Maqedonci |
| 19.00 | 19.00             |               |                 |                                                      | Ängelholm Publik: 626 Domare: Granit Maqedonci | Ängelholm Publik: 626 Domare: Granit Maqedonci |

| 25    | 25 september 2016 | Gais | 0 – 3           | Ljungskile SK                          | Gamla Ullevi                             |                                          |
| 15.00 | 15.00             |      | (0 – 0) Rapport | 58′ Tornblad 72′ Bajrovic 88′ Suleiman | Göteborg Publik: 2 470 Domare: Per Melin | Göteborg Publik: 2 470 Domare: Per Melin |
| 15.00 | 15.00             |      |                 |                                        | Göteborg Publik: 2 470 Domare: Per Melin | Göteborg Publik: 2 470 Domare: Per Melin |
| 15.00 | 15.00             |      |                 |                                        | Göteborg Publik: 2 470 Domare: Per Melin | Göteborg Publik: 2 470 Domare: Per Melin |

| 26    | 3 oktober 2016 | Degerfors IF | 1 – 0           | Gais | Stora Valla                                     |                                                 |
| 19.00 | 19.00          | Solberg 18′  | (1 – 0) Rapport |      | Degerfors Publik: 1 543 Domare: Patrik Eriksson | Degerfors Publik: 1 543 Domare: Patrik Eriksson |
| 19.00 | 19.00          |              |                 |      | Degerfors Publik: 1 543 Domare: Patrik Eriksson | Degerfors Publik: 1 543 Domare: Patrik Eriksson |
| 19.00 | 19.00          |              |                 |      | Degerfors Publik: 1 543 Domare: Patrik Eriksson | Degerfors Publik: 1 543 Domare: Patrik Eriksson |

| 27    | 14 oktober 2016 | Gais                  | 2 – 1           | Halmstads BK    | Gamla Ullevi                                 |                                              |
| 19.00 | 19.00           | Ramhorn 33′ Aliev 79′ | (1 – 1) Rapport | 73′ Ruud Tveter | Göteborg Publik: 1 894 Domare: Jim Petersson | Göteborg Publik: 1 894 Domare: Jim Petersson |
| 19.00 | 19.00           |                       |                 |                 | Göteborg Publik: 1 894 Domare: Jim Petersson | Göteborg Publik: 1 894 Domare: Jim Petersson |
| 19.00 | 19.00           |                       |                 |                 | Göteborg Publik: 1 894 Domare: Jim Petersson | Göteborg Publik: 1 894 Domare: Jim Petersson |

| 28    | 24 oktober 2016 | Åtvidabergs FF                               | 4 – 2           | Gais                    | Kopparvallen                                  |                                               |
| 19.00 | 19.00           | Alexandersson 19′ Ahmed 25′ Maholli 75′, 77′ | (2 – 0) Rapport | 67′ Ramhorn 83′ Rexhepi | Åtvidaberg Publik: 1 432 Domare: Diako Behnam | Åtvidaberg Publik: 1 432 Domare: Diako Behnam |
| 19.00 | 19.00           |                                              |                 |                         | Åtvidaberg Publik: 1 432 Domare: Diako Behnam | Åtvidaberg Publik: 1 432 Domare: Diako Behnam |
| 19.00 | 19.00           |                                              |                 |                         | Åtvidaberg Publik: 1 432 Domare: Diako Behnam | Åtvidaberg Publik: 1 432 Domare: Diako Behnam |

| 29    | 30 oktober 2016 | Gais | 0 – 1           | Dalkurd FF | Gamla Ullevi                               |                                            |
| 15.00 | 15.00           |      | (0 – 0) Rapport | 52′ Jagne  | Göteborg Publik: 2 410 Domare: Adnan Jukic | Göteborg Publik: 2 410 Domare: Adnan Jukic |
| 15.00 | 15.00           |      |                 |            | Göteborg Publik: 2 410 Domare: Adnan Jukic | Göteborg Publik: 2 410 Domare: Adnan Jukic |
| 15.00 | 15.00           |      |                 |            | Göteborg Publik: 2 410 Domare: Adnan Jukic | Göteborg Publik: 2 410 Domare: Adnan Jukic |

| 30    | 5 november 2016 | Syrianska FC | 1 – 0           | Gais | Södertälje fotbollsarena                         |                                                  |
| 16.00 | 16.00           | Rashidi 90′  | (0 – 0) Rapport |      | Södertälje Publik: 1 212 Domare: Patrik Eriksson | Södertälje Publik: 1 212 Domare: Patrik Eriksson |
| 16.00 | 16.00           |              |                 |      | Södertälje Publik: 1 212 Domare: Patrik Eriksson | Södertälje Publik: 1 212 Domare: Patrik Eriksson |
| 16.00 | 16.00           |              |                 |      | Södertälje Publik: 1 212 Domare: Patrik Eriksson | Södertälje Publik: 1 212 Domare: Patrik Eriksson |